# Commonwealth Snooker Championship de 1965
El Commonwealth Snooker Championship de 1965 fue un torneo de snooker, profesional y de invitación, que se celebró en la localidad australiana de Hurlstone Park en junio de 1965. Eddie Charlton, que se impuso a Warren Simpson en la final, se proclamó campeón.

## Resultados

### Cuadro de la fase final
Recalcado en negrita figura el ganador de cada partido.
|  | semifinales (al mejor de 9 mesas) | semifinales (al mejor de 9 mesas) |                |     | final (puntos de 5 mesas) | final (puntos de 5 mesas) |
|  |                                   |                                   |                |     |                           |                           |
|  |                                   |                                   |                |     |                           |                           |
|  |                                   |                                   |                |     |                           |                           |
|  | Fred Davis                        | 3                                 |                |     |                           |                           |
|  | Fred Davis                        | 3                                 |                |     |                           |                           |
|  | Eddie Charlton                    | 5                                 |                |     |                           |                           |
|  | Eddie Charlton                    | 5                                 | Eddie Charlton | 369 |                           |                           |
|  |                                   |                                   | Eddie Charlton | 369 |                           |                           |
|  |                                   | Warren Simpson                    | 208            |     |                           |                           |
|  | Warren Simpson                    | Warren Simpson                    | 208            | 5   |                           |                           |
|  | Warren Simpson                    |                                   |                | 5   |                           |                           |
|  | Newton Gahan                      | 2                                 |                |     |                           |                           |
|  | Newton Gahan                      | 2                                 |                |     |                           |                           |